# Musopen
Musopen és un projecte col·laboratiu basat en el micromecenatge o aportació monetària de petites quantitats de diners. Això es gestiona des del lloc web Kickstarter. L'objectiu del projecte és facilitar l'accés a la música clàssica en una oferta de domini públic; així, es pot reproduir i enregistrar la música, tot permetent el seu lliure accés i la descàrrega des de la xarxa.
Musopen va començar la seva tasca l'agost de 2010. La seva meta original era reunir 11.000 $, però en un mes va reunir la quantitat de 68.000 $. El projecte va ser completat al setembre de 2012. Tota la música gravada està allotjada en el lloc web amb accés per Internet Archive. Tota la música pot ser descarregada gratuïtament per ser escoltada, copiada o distribuïda.
La llicència és: Creative Commons license: Public Domain Mark 1.0.